# Ze'ev Šefer
Ze'ev Šefer (hebrejsky: זאב שפר, rodným jménem Ze'ev Feinstein, žil 21. dubna 1891 – 10. dubna 1964) byl sionistický aktivista, izraelský politik a poslanec Knesetu za stranu Mapaj.

## Biografie
Narodil se ve městě Umaň v tehdejší Ruské říši (dnes Ukrajina). Vystudoval střední školu v Kišiněvě. V roce 1913 přesídlil do dnešního Izraele. Před rokem 1920 patřil mezi zakladatele kibucu Ajelet ha-Šachar.

## Politická dráha
V mládí se zapojil do sionistické organizace Ce'irej Cijon. Byl aktivní v Histadrutu (účastnil se roku 1921 zakládajícího sjezdu) a v organizaci ha-Po'el ha-ca'ir. Poté, co byl David Ben Gurion a Jicchak Ben Cvi vyhoštěni tureckými úřady z dnešního Izraele během první světové války se stal členem nového výboru sdružující židovské osadníky v zemi. Dobrovolně tehdy vstoupil do Židovské legie. Roku 1919 patřil mezi zakladatele hnutí Achdut ha-avoda. Byl tajemníkem zaměstnanecké rady v Tel Avivu a členem městské samosprávy v Tel Avivu. V letech 1933–1939 byl hnutím he-Chaluc a organizací alija bet vyslán do Polska na misi na podporu emigrace tamních Židů. V roce 1939 se stal tajemníkem strany Mapaj. Během druhé světové války sloužil v britské armádě, v roce 1946 se stal členem národního vedení židovských jednotek Hagana. Angažoval se ve vedení hnutí ha-Kibuc ha-me'uchad, po rozkolu v hnutí počátkem 50. let 20. století založil novou organizaci Ichud ha-kvucot ve-ha-kibucim.
V izraelském parlamentu zasedl po volbách v roce 1951, kdy kandidoval za Mapaj. Byl členem parlamentního výboru pro ekonomické záležitosti, finančního výboru, výboru House Committee a překladatelského výboru. Zastával funkci místopředsedy Knesetu.